# Neurosporen
Neurosporen Är ett växtpigment som tillhör karotenerna. Det är mellanled i biosyntesen av lykopen och ett antal bakterie-karotenoider från ζ-karoten.